# Assassinato de Moïse Kabagambe
No dia 24 de janeiro de 2022, Moïse Mugenyi Kabagambe, um imigrante congolês, foi assassinado no quiosque Tropicália, localizado no Rio de Janeiro, Brasil. A família foi comunicada apenas no dia seguinte, e a notícia foi divulgada na imprensa apenas em 29 de janeiro, sendo seguida de inúmeras mensagens de repúdio por parte da sociedade. Os envolvidos no assassinato, Aleson Cristiano de Oliveira Fonseca, Brendon Alexander Luz da Silva e Fábio Pirineus da Silva, seguem em prisão preventiva.
No dia 5 de fevereiro, após organização pelas redes sociais por políticos, celebridades, organizações de direitos humanos e do movimento negro, protestos ocorreram em várias cidades no Brasil, além de protestos nas embaixadas brasileiras em Berlim, Alemanha e Londres, Reino Unido. As manifestações recordaram sua morte, além de denunciarem o racismo e a xenofobia na sociedade brasileira.
Apesar dos protestos e do suporte de várias entidades e políticos, as ameaças contra os imigrantes congoleses se intensificaram, levando alguns a imigrarem para outros países.[carece de fontes?]

## Antecedentes
Moïse Mugenyi Kabagambe nasceu em Bunia, província de Ituri, na República Democrática do Congo, em 4 de abril de 1997. Ele e sua família imigraram para o Brasil em 2011, por causa do conflito de Ituri. No Brasil, trabalhou como atendente no quiosque Tropicália, na cidade do Rio de Janeiro, recebendo por seu trabalho diariamente.

## Assassinato
No dia 24 de janeiro de 2022, Moïse Mugenyi Kabagambe foi ao quiosque Tropicália, localizado no bairro Barra da Tijuca, para cobrar duas diárias ainda não pagas. Segundo familiares, ele foi amarrado e espancado, inclusive com um taco de beisebol. Parentes disseram ainda que seus órgãos teriam sido retirados do seu cadáver. Mesmo após o caso, o quiosque continuou funcionando normalmente.
Um vídeo, divulgado pela imprensa e nas redes sociais, mostra Moïse discutindo com um dos funcionários do quiosque, que pega um pedaço de madeira após Moïse tentar pegar uma bebida do freezer. Em resposta, pega uma cadeira e uma vassoura para se defender, soltando-as em seguida. Após pegar uma bolsa, sua camisa, e abrir o freezer, outro homem se aproxima e inicia a agressão novamente, e outros dois se juntam à violência posteriormente. Os agressores, ao notarem a falta de reação de Moïse, tentaram prestar socorro com massagens cardíacas, mas sem sucesso. No fim do vídeo, é possível ver o corpo sendo arrastado.
De acordo com um laudo do Instituto Médico Legal (IML), a causa da morte foi traumatismo do tórax.

## Investigação
A Polícia Civil está investigando o caso e declarou que há imagens do local em análise. Testemunhas disseram que Moïse apanhou de cinco homens e confirmaram que os agressores usaram pedaços de madeira e um taco de beisebol. Pelo menos oito pessoas já foram ouvidas. Um casal que testemunhou o acontecimento afirma ter pedido a ajuda de dois guardas municipais, mas que eles não foram checar o quiosque Tropicália. Familiares afirmaram à imprensa que foram intimidados pela Polícia Militar no dia 25 e no dia 29 de janeiro. Em uma audiência da Comissão de Direitos Humanos do Senado, familiares e o advogado do caso afirmaram que os vídeos publicados foram editados, e que há mais pessoas envolvidas no assassinato. No dia 15 de fevereiro, de acordo com a CNN Brasil, a Polícia Civil do Rio de Janeiro e o Ministério Público investigam outras 7 pessoas presentes na hora do crime.
Três dos envolvidos afirmam ter parte no homicídio. Aleson Cristiano de Oliveira Fonseca, confirma sua participação no assassinato, mas nega que a violência foi motivada por racismo, xenofobia, ou pelas dívidas. Aleson trabalhava no quiosque Biruta. De acordo com os relatos, foi Aleson que chamou o SAMU após a morte de Moïse. Brendon Alexander Luz da Silva, outro preso, afirma que está com a "consciência tranquila", porque "apenas segurou" Moïse, mas "não o estrangulou". Brendon afirma que não tinha intenção de matar. Fábio Pirineus da Silva afirmou ter violentado Moïse, mas também afirmou que não tinha a intenção de matá-lo.
No dia 1 de fevereiro de 2022, os três foram presos, e no dia 2 de fevereiro, o Tribunal de Justiça do Estado do Rio de Janeiro determinou a prisão temporária dos três. Também no dia 2, o Ministério Público abriu uma investigação. No dia 22 de fevereiro, o Tribunal de Justiça do Rio de Janeiro aceitou a denúncia contra Aleson, Brendon Alexandre e Fábio da Silva por homicídio triplamente qualificado, além de transformar as prisões temporárias em prisões preventivas.
O quiosque Tropicália teve sua licença suspensa pela Orla Rio, concessionária de quiosques do Rio de Janeiro. O quiosque próximo ao Tropicália, o Biruta, também teve sua licença suspensa pela Orla Rio. O Ministério do Trabalho está processando os antigos donos dos quiosques, acusando-os submeteram Moïse e outros trabalhadores a condições análogas à escravidão, além de responsabilizar a Orla Rio e a prefeitura do Rio de Janeiro por falharem na fiscalização.
Os advogados do Tropicália descartaram qualquer envolvimento de Carlos Fabio da Silva Muzi, então dono do quiosque Tropicália, com o crime ocorrido no local, e negam que havia qualquer dívida a Moïse, afirmando que ele não era funcionário fixo. Os advogados também afirmaram que Carlos Muzi tem recebido ameaças de morte e de depredação do seu patrimônio desde que o assassinato veio à tona. O ex-dono do quiosque Biruta, Alauir Mattos de Faria, foi intimado a depor. De acordo com a concessionária Orla Rio, Alauir e sua irmã eram ocupantes irregulares, o que motivou a Orla Rio a abrir um processo judicial contra Celso Carnaval, o proprietário do Biruta.[carece de fontes?]
De acordo com um depoimento de uma fonte policial ao G1 Rio, a Polícia Civil não crê que alguém tenha dado a ordem para matar o congolês, e que os envolvidos agiram por vontade própria. De acordo com a mesma fonte, a investigação aponta que a dívida pode não ter sido o motivo real da confusão.

## Julgamento
Em 11 de março de 2025, a Justiça do Rio de Janeiro iniciou o júri popular de Fábio Pirineus da Silva e Aleson Cristiano de Oliveira Fonseca, acusados pelo assassinato do congolês Moïse Kabagambe. No primeiro dia do julgamento, os seis das 19 testemunhas foram ouvidas. O dono do quiosque Tropicalia, Carlos Fábio da Silva Muzi, foi uma das testemunhas. Em 15 de março, o I Tribunal do Júri do Rio de Janeiro condenou Aleson Cristiano de Olveira Fonseca e Fábio Pirineus da Silva pelo assassinato de Moïse Kabagambe. Alesson foi condenado a 23 anos, 7 meses e 10 dias de prisão, enquanto Fábio foi condenado a 19 anos, 6 meses e 20 dias de prisão.

## Reações

### Repercussão nacional
A comunidade congolesa manifestou o repúdio pelo assassinato, mencionando o racismo estrutural e a xenofobia relacionadas ao caso:
| “ | Esse ato brutal não somente manifesta o racismo estrutural da sociedade brasileira, mas claramente demonstra a xenofobia dentro das suas formas contra os estrangeiros. | ” |

Nas redes sociais, houve várias menções sobre a morte de Moïse Kabagambe. No Twitter, as mensagens repudiando o crime acompanhavam a hashtag "#JustiçaparaMoise" e "#JusticaPorMoiseMugenyi". Políticos e celebridades brasileiras também denunciaram o crime em suas redes sociais.
Tanto o governador do Rio de Janeiro, Cláudio Castro, quanto o prefeito da cidade do Rio de Janeiro, Eduardo Paes, se pronunciaram no Twitter. O governador disse: "O assassinato do congolês Moïse Kabagambe não ficará impune. A @PCERJ está identificando os autores dessa barbárie. Vamos prender esses criminosos e dar uma resposta à família e à sociedade. A Secretaria de Assistência à Vítima vai procurar os parentes para dar o apoio necessário". Eduardo Paes disse, "O assassinato de Moïse Kabamgabe é inaceitável e revoltante.  Tenho a certeza de que as autoridades policiais atuarão com a prioridade e rigor necessários para nos trazer os devidos esclarecimentos e punir os responsáveis. A prefeitura acompanha o caso." Mais tarde, o prefeito teve um encontro com a família de Moïse.
De acordo com o site do Senado Federal, vários senadores (inclusos PT, Rede e Pros) se manifestaram e lamentaram a morte de Kabagambe.
Em nota à imprensa, o Alto-comissariado das Nações Unidas para os Refugiados (ACNUR), PARES Cáritas RJ e a Agência da ONU para Migrações (OIM) dizem que "estão acompanhando o caso, esperando que o crime seja esclarecido. Neste momento, as organizações apresentam suas sinceras condolências e solidariedade à família de Moïse e à comunidade congolesa residente no Brasil."
A embaixada da República Democrática do Congo denunciou o acontecimento, e cobrou explicações às autoridades brasileiras. A representação diplomática também afirma que há outros quatro casos de congoleses assassinados no país aguardando o resultado das investigações policiais. O Itamaraty, em resposta, lamentou o ocorrido, e também explicou o processo de refúgio no Brasil. O embaixador brasileiro na República Democrática do Congo foi convocado pelas autoridades do país. O embaixador, em entrevista, declarou que "Infelizmente, nós temos no Brasil uma situação de violência muito grave. Eu penso que essa tragédia é utilizada um pouco para provocar uma reação da sociedade brasileira, uma reação mais forte contra a violência".
A Anistia Internacional publicou uma nota, repudiando a violência contra Moïse, dizendo que o assassinato é "um flagrante e inaceitável caso de violação do direito humano à vida e à dignidade humana", reiterou os problemas de racismo e xenofobia no Brasil.
A Human Rights Watch, em nota, chamou o crime de "deplorável", e prestou solidariedade à família de Moïse.
A Coalizão Negra por Direitos denunciou a morte de Moïse, com Douglas Belchior dizendo que "O assassinato brutal de pessoas negras é habitual no Brasil. A tortura em praça pública infelizmente é comum no Brasil". A organização afirma também que irá denunciar o crime à ONU. A organização também afirmou que iria organizar protestos no Sábado junto a outros movimentos e organizações.
No dia 11 de fevereiro, o presidente da Fundação Palmares, Sérgio Camargo, mencionou Moïse duas vezes em suas redes sociais. Na primeira mensagem, afirmou que Moïse "foi um vagabundo morto por vagabundos mais fortes". Em outra mensagem, Sérgio Camargo reiterou que o ato foi violento, mas não foi motivado por racismo. As declarações foram criticadas por lideranças da comunidade congolesa e da comunidade jurídica.

### Repercussão internacional
O assassinato foi noticiado na imprensa internacional, incluindo a CNN, Al Jazeera, The Washington Post, Süddeutsche Zeitung, Rádio França Internacional, Reuters, The Guardian, e a imprensa da República Democrática do Congo.

### Impacto na comunidade congolesa no Brasil
Foi proposto que o local dos quiosques fossem transformados em um local dedicado à cultura congolesa, e inicialmente o local foi oferecido à família do falecido. Inicialmente, um termo de compromiso foi assinado no dia 7 de fevereiro, mas no dia 11 de fevereiro, a família afirmou que não iria ocupar o Tropicália e o Biruta por sensação de insegurança, mas que aceitariam locais alternativos. Um local no Parque Madureira, na Zona Norte, foi sugerido, abrindo ao público em junho de 2022.
O prefeito Eduardo Paes publicou um decreto criando da Comitê Intersetorial de Políticas de Atenção às Pessoas Refugiadas, Imigrantes e Apátridas (COMPAR-Rio), com o objetivo de defender os direitos humanos de refugiados, imigrantes e apátridas.
De acordo com a CNN Brasil, pelo menos 15 congoleses relatam ameaças e perseguições nas redes sociais, mas não entram em contato com a polícia por medo de represálias.

### Desinformação
No dia 31 de janeiro de 2022, uma conta no Twitter, supostamente ligada ao movimento Anonymous, divulgou um nome do suposto dono do quiosque Tropicália. Entretanto, de acordo com a apuração da jornalista Giselle Aquino, e publicada na mesma rede social pelo jornalista Diego Sangermano, a pessoa havia vendido o quiosque em 2019.

## Protestos
Em 29 de janeiro, os amigos e familiares fizeram um protesto no bairro, denunciando o caso e exigindo que os culpados fossem punidos.
Na madrugada do 3 de fevereiro, uma manifestação com 50 pessoas foi registrada próxima ao quiosque Tropicália.
Protestos foram convocados para o dia 5 de fevereiro pela comunidade congolesa, políticos, entidades sociais, organizações ligadas ao movimento negro, e sindicalistas. Os protestos, além de lembrar a morte de Moïse, promoveram a luta contra o racismo, a xenofobia, e a violência policial contra negros, como a ocorrida com Durval Teófilo Filho e Evaldo Rosa dos Santos. Alguns protestos também tiveram pessoas clamando pelo impeachment de Jair Bolsonaro, dentro do contexto da luta contra o racismo de seu governo.
Os protestos no dia 5 de fevereiro ocorreram em várias cidades do Brasil, incluindo Rio de Janeiro, São Paulo, Salvador, Brasília, São Luís, Porto Alegre, Belo Horizonte, Recife, Natal, Cuiabá, Curitiba, e Palmas. Fora do Brasil, houve protestos programados em Nova Iorque, Estados Unidos, e Londres, Reino Unido. De acordo com a Deutsche Welle, houve protestos na embaixada brasileira em Berlim, Alemanha.

### Incidentes nos protestos do dia 5
No Rio de Janeiro, o jornalista Manoel Soares afirmou que recebeu xingamentos e que tomou cotoveladas de pessoas brancas.
Em Curitiba, houve confusão entre manifestantes e religiosos. Os manifestantes estavam no centro de Curitiba, próximo à Igreja Nossa Senhora do Rosário dos Pretos, onde o padre Luiz Haas estava conduzindo uma missa. Após uma discussão com o padre, os manifestantes entraram na paróquia e protestaram dentro do local por alguns minutos. Não houve depredação.
Vídeos da invasão circulou pelas redes sociais. A Arquidiocese de Curitiba criticou o ato, e que os manifestantes cometeram "agressividades e ofensas". O presidente Jair Bolsonaro, que até então não havia se posicionado sobre o assassinato, criticou a invasão em Curitiba, e que iria acionar o Ministério da Justiça e o Ministério da Mulher, da Família e dos Direitos Humanos para acompanhar o caso e evitar atos semelhantes no futuro. O vereador Renato Freitas (PT), que esteve na manifestação, foi criticado na Câmara Municipal de Curitiba por outros vereadores, incluindo os vereadores Osias Moraes (Republicanos) e Tico Kuzma (Pros). A vereadora Carol Dartora (PT), denunciou as ameaças e injúrias raciais que recebeu por ter participado dos protestos. Carol, apesar de ter participado dos protestos em Curitiba, não estava entre as pessoas que invadiram a igreja.
Em consequência da sua participação nos protestos, A Câmara Municipal de Curitiba iniciou o processo de cassação de mandato do vereador Renato Freitas.